# Englische Cricket-Nationalmannschaft in Neuseeland in der Saison 1982/83
Die Tour der englischen Cricket-Nationalmannschaft nach Neuseeland in der Saison 1982/83 fand vom 19. bis zum 26. Februar 1983 statt. Die internationale Cricket-Tour war Bestandteil der Internationalen Cricket-Saison 1982/83 und umfasste und drei ODIs. Neuseeland gewann die Serie 3–0.

## Vorgeschichte
Beide Mannschaften spielten zuvor ein Drei-Nationen-Turnier.
Das letzte Aufeinandertreffen der beiden Mannschaften bei einer Tour fand in der Saison 1983 in England statt.

## Stadien
Die folgenden Stadien wurden für die Tour als Austragungsort vorgesehen.
| Stadion        | Stadt        | Kapazität | Spiele |
| -------------- | ------------ | --------- | ------ |
| Eden Park      | Auckland     | 50.000    | 1. ODI |
| Lancaster Park | Christchurch | 38.628    | 3. ODI |
| Basin Reserve  | Wellington   | 11.000    | 2. ODI |

## Kaderlisten
| ODI | ODI |
| Neuseeland | England |
| --- | --- |
| - Chris Cairns - Ewen Chatfield - Jeremy Coney - Jeff Crowe - Bruce Edgar - Geoff Howarth - Warren Lees - Danny Morrison - Martin Snedden - Glenn Turner - Peter Webb - John Wright | - Ian Botham - Norman Cowans - Ian Gould - David Gower - Robin Jackman - Trevor Jesty - Allan Lamb - Vic Marks - Geoff Miller - Derek Pringle - Derek Randall - Chris Tavaré - Bob Willis |

## One-Day Internationals

### Erstes ODI in Auckland
| 19. Februar Scorecard | Auckland | England 184-9 (50)               | – | Neuseeland 187-4 (46.3) |
|                       |          | Neuseeland gewinnt mit 6 Wickets |   |                         |

### Zweites ODI in Wellington
| 23. Februar Scorecard | Wellington (BR) | Neuseeland 295-6 (50)           | – | England 192 (44.5) |
|                       |                 | Neuseeland gewinnt mit 103 Runs |   |                    |

### Drittes ODI in Christchurch
| 26. Februar Scorecard | Christchurch (LP) | Neuseeland 211-8 (50)          | – | England 127 (40.1) |
|                       |                   | Neuseeland gewinnt mit 84 Runs |   |                    |